# Lo sguardo di Satana - Carrie
Lo sguardo di Satana - Carrie (Carrie) è un film del 2013 diretto da Kimberly Peirce e con protagoniste Chloë Grace Moretz, Julianne Moore e Judy Greer. È il quarto adattamento cinematografico dell'omonimo romanzo di Stephen King del 1974.

## Trama
Nel sobborgo di Chamberlain (Maine) Margaret White, una fanatica religiosa, partorisce una bambina senza alcuna assistenza, non sapendo neanche di essere incinta. La donna prova la forte tentazione di assassinare la neonata, fermandosi soltanto all'ultimo istante. 
16 anni dopo, Carrie è divenuta una ragazza dolce e semplice, ma emarginata a causa del suo modo di vestirsi e comportarsi, dovuti all'influenza della madre. A circa un mese dal ballo di fine anno, mentre si fa la doccia nello spogliatoio femminile della scuola, Carrie ha le sue prime mestruazioni; non essendo a conoscenza della causa del sanguinamento, cade nel panico e, terrorizzata, chiede aiuto alle proprie compagne che invece la deridono lanciandole contro degli assorbenti. Una di loro, Chris, riprende l'accaduto con il proprio cellulare, mentre la professoressa Desjardin — che insegna educazione fisica — porta Carrie dal preside per farla tranquillizzare. Venuta a sapere dell'accaduto, Margaret accompagna la figlia a casa. Credendo che il sanguinamento della ragazza sia dovuto a dei pensieri impuri, la rinchiude in uno sgabuzzino ordinandole di pregare. In un impeto d'ira Carrie manifesta dei poteri telecinetici danneggiando la porta. 
Alcuni giorni dopo, la professoressa Desjardin punisce le ragazze che hanno preso in giro Carrie con dei faticosi esercizi. Chris si rifiuta, e viene sospesa dalle lezioni, impedendole così di partecipare al ballo di fine anno. Per ripicca, la ragazza carica il filmato su Internet, causando ulteriori derisioni ai danni di Carrie. Il preside e Miss Desjardin, avendo notato il video su Internet, chiamano il padre di lei, avvocato, e dopo l'iniziale scetticismo dell'uomo impongono invano a Chris di consegnare il cellulare e mostrare il video, come prova di un fatto grave che comprometterebbe la ragazza per sempre e da cui il padre non potrà difenderla. Chris si rifiuta, indirettamente facendo capire che l'accusa è vera.
Nel mentre Sue Snell, la ragazza più popolare della scuola, sentendosi profondamente in colpa per aver partecipato alle angherie contro la povera ragazza, convince il proprio ragazzo Tommy ad invitare Carrie al ballo per farle vivere, per la prima volta nella sua vita, una bella serata. Dopo una iniziale reticenza dovuta al terrore che l'invito sia solo l'ennesimo trucco per umiliarla, la protagonista infine si convince delle buone intenzioni di Tommy e accetta. Ciò le provoca un duro scontro con la madre che, tentando di impedire alla figlia di prendere parte alla festa, si ritrova immobilizzata tramite la telecinesi. Nel mentre, Chris è venuta a sapere della partecipazione di Carrie al ballo e insieme al suo fidanzato Billy organizza uno scherzo ai suoi danni: uccide un maiale e ne raccoglie il sangue in un contenitore, poi posizionato in modo da poterne rovesciare il contenuto addosso alla reginetta del ballo, ed il giorno successivo trucca il concorso in modo che sia Carrie a vincere il titolo. Come pianificato, quest'ultima vince e la ragazza, una volta salita sul palco, viene inondata con il sangue di maiale, rovesciato dal secchio, e fanno vedere a tutta la scuola il video di Carrie nel bagno: tutti i ragazzi e il personale scolastico ridono di lei, mentre il secchio vuoto cade sulla testa di Tommy, provocandone la morte. L'accaduto fa esplodere l'ira di Carrie, che scatena tutto il suo potere, incendiando il liceo, massacrando e uccidendo quasi tutti, con degli oggetti presenti nella palestra, e dei cavi elettrici, risparmiando la professoressa Desjardin, essendo stata una delle poche persone a starle vicino. Dopo aver assassinato anche Chris e Billy, che erano sulla loro macchina, facendola schiantare sulla strada, Carrie si rende conto della gravità dei propri atti e, dopo essersi fatta un bagno, cerca di riconciliarsi con la madre. Quest'ultima però crede che la figlia sia posseduta dal diavolo e la pugnala alla schiena: dopo aver subito altre ferite la giovane riesce a bloccare la madre e, pervasa dall'ira, la pugnala a sua volta, crocifiggendola sulla porta dello sgabuzzino in cui Margaret era solita rinchiudere la figlia.
Sotto shock, Carrie perde il controllo del proprio potere ed inizia a far crollare la propria abitazione. Inutile è il tentativo di Sue di salvarla: Carrie prima l'aggredisce poi, resasi conto che quest'ultima è incinta di una bambina, la salva scaraventandola fuori dall'edificio, che sprofonda nel terreno con madre e figlia al suo interno.
Sue alla fine si trova in tribunale, dove si svolge un processo su quello che è accaduto nella scuola, e racconta di come Carrie abbia scatenato il suo potere a causa del bullismo subito per anni. Nove mesi dopo, Sue va a fare visita alla tomba di Carrie e della madre, vandalizzata con la frase "brucia all'inferno" vicino al nome della protagonista. Nel momento in cui mette un mazzo di fiori accanto alla lapide, questa si sgretola all'urlo furioso di Carrie.

### Finale alternativo originale
Il finale originale mostra Sue in sala parto. Quando finalmente la ragazza partorisce, ad uscire dal suo corpo non è il nascituro ma la mano insanguinata di Carrie. Il film termina con Sue che si sveglia urlando da quello che è solo un incubo, prossima al parto e con la propria madre che cerca di calmarla.

## Produzione
La produzione di un nuovo film basato sul romanzo Carrie di Stephen King venne annunciato nel maggio del 2011, quando le case di produzione Metro-Goldwyn-Mayer e Screen Gems affidarono la scrittura della sceneggiatura a Roberto Aguirre-Sacasa. Il 4 gennaio 2012 la regia del film venne affidata a Kimberly Peirce.

### Casting
Il 29 marzo 2012 il ruolo della protagonista Carrie White venne affidato all'attrice Chloë Grace Moretz. Prima che l'attrice venisse scelta, Stephen King aveva dichiarato che per il ruolo di Carrie gli sarebbe piaciuto vedere Lindsay Lohan, ma l'attrice non venne mai contattata.
L'11 maggio dello stesso anno vennero aggiunte al cast le attrici Julianne Moore e Gabriella Wilde, rispettivamente nei ruoli della madre di Carrie, Margaret White, e di Sue Snell e il 15 maggio si unirono al cast anche Alex Russell nel ruolo di Billy Nolan e Ansel Elgort nel ruolo di Tommy Ross. A fine maggio si unì al cast Judy Greer nel ruolo dell'insegnante di ginnastica Miss Desjardin, completando così il casting degli attori principali.

## Distribuzione
Il primo teaser trailer del film è stato proiettato in anteprima il 13 ottobre 2012 al New York Comic Con, ed è stato messo online il 15 ottobre. Il 22 marzo 2013 è stato distribuito online anche la versione in italiano del teaser trailer. Il 4 aprile è stato inoltre distribuito il primo full trailer, seguito il giorno successivo anche dalla versione in italiano.
Il film avrebbe dovuto essere proiettato nei cinema statunitensi a partire dal 15 marzo 2013, ma la data di uscita è stata successivamente fissata al 18 ottobre dello stesso anno. In Italia il film avrebbe dovuto essere distribuito a partire dal 9 gennaio 2014, ma l'uscita è stata poi posticipata al 16 gennaio.
In occasione dell'uscita del film sono stati pubblicati: un video virale, gadget e una nuova versione del romanzo.

## Riconoscimenti
- 2013 - Alleanza delle donne giornaliste cinematografiche
  - Sequel o remake che non avrebbe dovuto essere effettuato (unitamente a Il grande e potente Oz)
- 2013 - Fright Meter Premi
  - Candidatura Miglior attrice non protagonista a Julianne Moore
  - Candidatura Migliori effetti speciali
- 2013 - Women Film Critics Circle Awards
  - Hall of Shame
- 2014 – People's Choice Awards
  - Miglior film horror
- 2014 - Saturn Award
  - Candidatura Miglior film horror
  - Miglior Giovane attore/attrice a Chloë Grace Moretz
- 2014 - Fangoria Chainsaw Awards
  - 3º Posto Miglior attrice non protagonista a Julianne Moore
- 2014 - dorian awards
  - Candidatura Campy Flick of the Year
- 2014 - Giove Award
  - Candidatura Miglior attrice internazionale a Chloë Grace Moretz
- 2014 - Joey Award
  - Miglior Internazionale (non - canadese) attrice Lungometraggio/realizzato per la televisione o direttamente a funzionalità video che è stato girato in Canada a Chloë Grace Moretz
- 2014 - Soundtrack Awards Mondo
  - Candidatura Film composer of the year a Marco Beltrami